# Hugo Hamilton
Pour les articles homonymes, voir Hamilton.
Hugo Hamilton, né Johannes Ó hUrmoltaigh le 28 janvier 1953 à Dublin, est un écrivain irlandais.

## Biographie
La mère de Johannes Ó hUrmoltaigh est une Allemande qui, lors d'un pèlerinage en Irlande en 1949, épouse un Irlandais et s’établit dans le pays. Son père est un nationaliste qui insiste pour que ses enfants ne parlent qu’allemand ou irlandais à la maison ; l’anglais étant strictement proscrit.
Devenu journaliste, Johannes Ó hUrmoltaigh adopte le pseudonyme Hugo Hamilton pour signer ses écrits et se lance dans l’écriture de nouvelles et de romans. Ses trois premiers romans se déroulent en Europe centrale. Puis il écrit un roman policier intitulé Déjanté (Headbanger), publié en 1996, dont l’action se déroule à Dublin et qui met en scène un garda nommé Pat Coyne. Deux ans plus tard, il fait paraître une suite Triste Flic (Sad Bastard).
Longtemps ignoré dans son propre pays, il accède à une subite notoriété à la publication en 2003 de Sang impur (The Speckled People), le premier volume de ses mémoires Sang impur (The Speckled People). Rapidement soutenu par des auteurs comme Colum McCann, ce livre raconte l'enfance de l'auteur dans le Dublin de l’après-guerre, ses relations houleuses avec son père et sa perception très particulière de ses langues maternelles.

## Œuvres

### Romans

#### SériePat Coyne
- Headbanger (1996)  (ISBN 0-436-20405-3) Publié en français sous le titre Déjanté, traduit par Katia Holmes, Paris, éditions Phébus, coll. « Rayon noir », 2006  (ISBN 2-7529-0159-3) ; réédition, Paris, Points, coll. « Roman noir » no P2218, 2009  (ISBN 978-2-7578-1272-3)
- Sad Bastard (1998)  (ISBN 0-436-20490-8) Publié en français sous le titre Triste Flic, traduit par Katia Holmes, Paris, éditions Phébus, coll. « Littérature étrangère », 2008  (ISBN 978-2-7529-0315-0) ; réédition, Paris, Points, coll. « Roman noir » no P2462, 2010  (ISBN 978-2-7578-1360-7)

#### Autres romans
- Surrogate City (1990)  (ISBN 0-571-14432-2) Publié en français sous le titre Berlin sous la Baltique, traduit par Marie-Claude Peugeot, Monaco/Paris, éditions du Rocher, coll. « Littératures & voyages », 1992  (ISBN 2-268-01319-7) ; réédition, Paris, éditions Phébus, coll. « Libretto » no 181, 2005  (ISBN 2-7529-0042-2)
- The Last Shot (1991)  (ISBN 0-571-16391-2)
- The Love Test (1995)  (ISBN 0-571-16954-6)
- Dublin Where the Palm Trees Grow (1996)  (ISBN 0-571-17693-3)
- Sucking Diesel (2002)  (ISBN 0-09-928325-5)
- Disguise (2008) Publié en français sous le titre Comme personne, traduit par Joseph Antoine, Paris, éditions Phébus, 2009  (ISBN 978-2-7529-0377-8) ; réédition, Paris, Points no P2586, 2011  (ISBN 978-2-7578-2065-0)
- Hand in the Fire (2010)  (ISBN 978-0-00-732482-8) Publié en français sous le titre Je ne suis pas d'ici, traduit par Bruno Boudard, Paris, éditions Phébus, 2011  (ISBN 978-2-7529-0495-9) ; réédition, Paris, Points no P2848, 2012  (ISBN 978-2-7578-2888-5)
- Every Single Minute (2014)  (ISBN 978-0-00-732485-9) Publié en français sous le titre Un voyage à Berlin, traduit par Bruno Boudard, Paris, éditions Phébus, coll. « Littérature étrangère », 2015  (ISBN 978-2-7529-0997-8)

### Recueil de nouvelles
- Dublin Where the Palm Trees Grow (1996)

### Mémoires
- The Speckled People (2003)  (ISBN 0-00-715663-4) — Prix Femina étranger Publié en français sous le titre Sang impur, traduit par Katia Holmes, Paris, éditions Phébus, coll. « D'aujourd'hui. Étranger », 2004  (ISBN 2-7529-0017-1) ; réédition, Paris, Points, no P1592, 2007  (ISBN 978-2-7578-0325-7)
- The Sailor in the Wardrobe (2006)  (ISBN 0-00-719217-7) Publié en français sous le titre Le Marin de Dublin, traduit par Katia Holmes, Paris, éditions Phébus, coll. « D'aujourd'hui. Étranger », 2006  (ISBN 978-2-7529-0228-3) ; réédition, Paris, Points, no P1908, 2008  (ISBN 978-2-7578-0377-6)

## Prix littéraires
- 1992 : Rooney Prize for Irish Literature (en)
- 2004 : prix Femina étranger pour Sang impur, la traduction française de The Speckled People
- 2004 : premio Giuseppe Berto pour Il cane che abbaiava alle onde, la traduction italienne de The Speckled People.